# Gezinsgids
De Gezinsgids is een Nederlands christelijk familieblad dat tweewekelijks verschijnt. Het blad had in 2014 een oplage van circa 16.000 exemplaren. Het blad is in 1948 opgericht als Kleine Gids door uitgeverij De Banier. Doelgroep is de bevindelijk gereformeerde gezindte in Nederland. In 1957 werd de naam gewijzigd in Gezinsgids. 
Tegenwoordig wordt het tijdschrift uitgegeven door Christelijke Tijdschriften B.V. Deze onderneming ontstond nadat uitgeverij De Banier in 2008 werd overgenomen door Erdee Media Groep en de uitgever van de Gezinsgids de titel voortzette binnen een zelfstandige organisatie.
Het blad besteedt aandacht aan uiteenlopende zaken als natuur, politiek, gezin, geloof en er zijn aparte jongerenrubrieken. Kinderblad BimBam is een vaste bijlage bij de Gezinsgids.